# Déus Deronneth
Déus Deronneth est né à Marigot, dans le département du Sud-Est de la République d'Haïti.

Déus Deronneth est Doctorant en sciences économiques et diplômé de l'École Nationale d'Administration Financière (ENAF) ; il est titulaire de deux maîtrises : l'une en Administration Publique et Gouvernance de l'Université des Antilles et de la Guyane (UAG) et l'autre en Affaires et Marchés de l'UAG. Expert en gouvernance et homme politique, il est consultant en Administration publique et en finance. Il propose d’entamer le développement d’Haiti par les sections sections. Il élabore un programme politique axé sur trois axes: la bonne gouvernance, la décentralisation et l’industrialisation d’Haiti. Il a créé il y a quelque temps une institution renommée offrant une formation en gouvernance locale au niveau licence : l'Institut de Gestion, de Gouvernance et des études Politiques (IGGEP).
 (juillet 2021).
Si vous disposez d'ouvrages ou d'articles de référence ou si vous connaissez des sites web de qualité traitant du thème abordé ici, merci de compléter l'article en donnant les références utiles à sa vérifiabilité et en les liant à la section « Notes et références ».
[à développer]
Déus Deronneth est un économiste, expert en gouvernance, consultant indépendant, théologien, professeur d'université et homme politique haïtien. Il a été directeur départemental des impôts du sud-est et député de la circonscription de Marigot à la 50e législature. Il a informatisé la DGI du sud-est et a proposé trois (3) lois au parlement haïtien notamment la légalisation des pièces, le stage obligatoire et la protection sociale obligatoire. Il a fondé en 2020 l'institut de gestion, de gouvernance et des études politiques (IGGEP) dans le but de former une autre génération d'hommes et de femmes capables de mieux gouverner Haïti.
Déus a développé toutes ses actions politiques autour de la stratégie "de la décentralisation d’Haiti". Il plaide pour l’effectivité de la fonction publique locale et la séparation du budget national entre l’Etat et les collectivités territoriales. Il défend aussi, un traitement équitable pour les officiels des collectivités. Il a adopté la logique « du chemin inverse » suivant le dicton « la foule n'a pas toujours raison ». Il a mené un combat soutenu contre la corruption en luttant pour le respect de l'intérêt général et le bien-être collectif. Il a soutenu une promotion acharnée pour Haïti comme berceau de la liberté. 